# اچ‌ام‌اس هیند (۱۹۱۱)

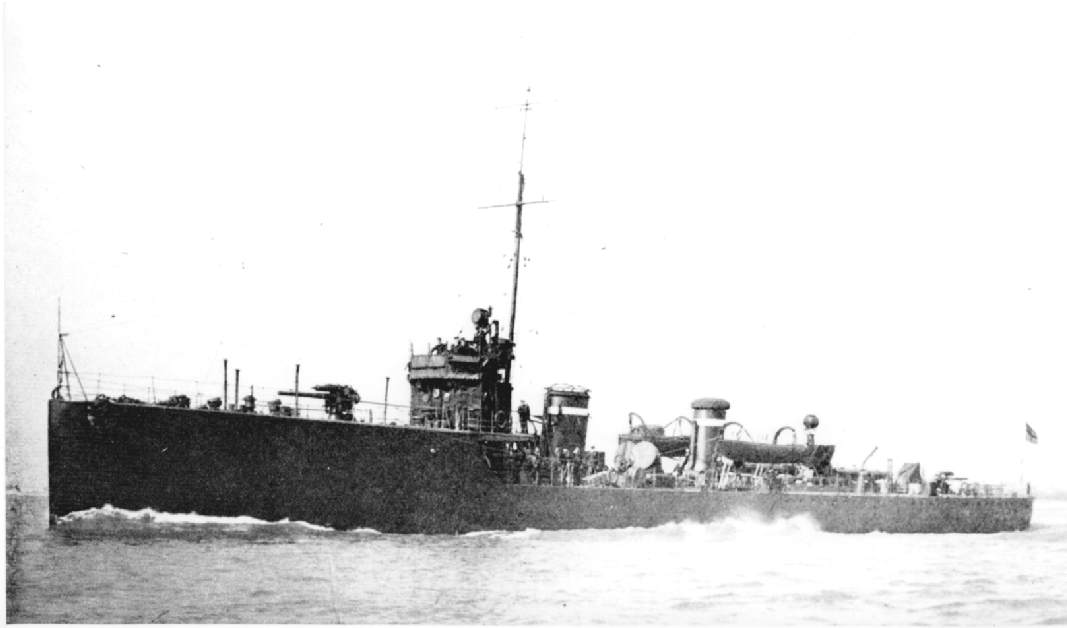
HMS Hind (1911)

اچ‌ام‌اس هیند (۱۹۱۱) (به انگلیسی: HMS Hind (1911)) یک کشتی بود که طول آن ۷۵ متر (۲۴۶ فوت) بود. این کشتی در سال ۱۹۱۱ ساخته شد.